# West Depot Glacier
Der West Depot Glacier ist ein Gletscher im North Cascades National Park im US-Bundesstaat Washington, an den Nordhängen des Mount Redoubt gelegen. Der Gletscher fließt von 7.400 ft (2.256 m) bis auf 5.900 ft (1.798 m) Höhe herab. Sein Schmelzwasser speist den Depot Creek, welcher in den Chilliwack Lake mündet. Ein Felsgrat trennt den West Depot Glacier vom Depot Glacier im Osten.